# Diocese de Dresden-Meißen
A Diocese de Dresden-Meißen, por vezes também grafada como Dresden-Meissen ou, na sua forma portuguesa, Dresda-Meissen (em latim: Dioecesis Dresdensis-Misnensis e em alemão:  Bistum Dresden-Meißen) é uma circunscrição eclesiástica da Igreja Católica da Alemanha, sufragânea da Arquidiocese de Berlim. Hoje é liderada pelo bispo Heinrich Timmerevers.

## Imagens

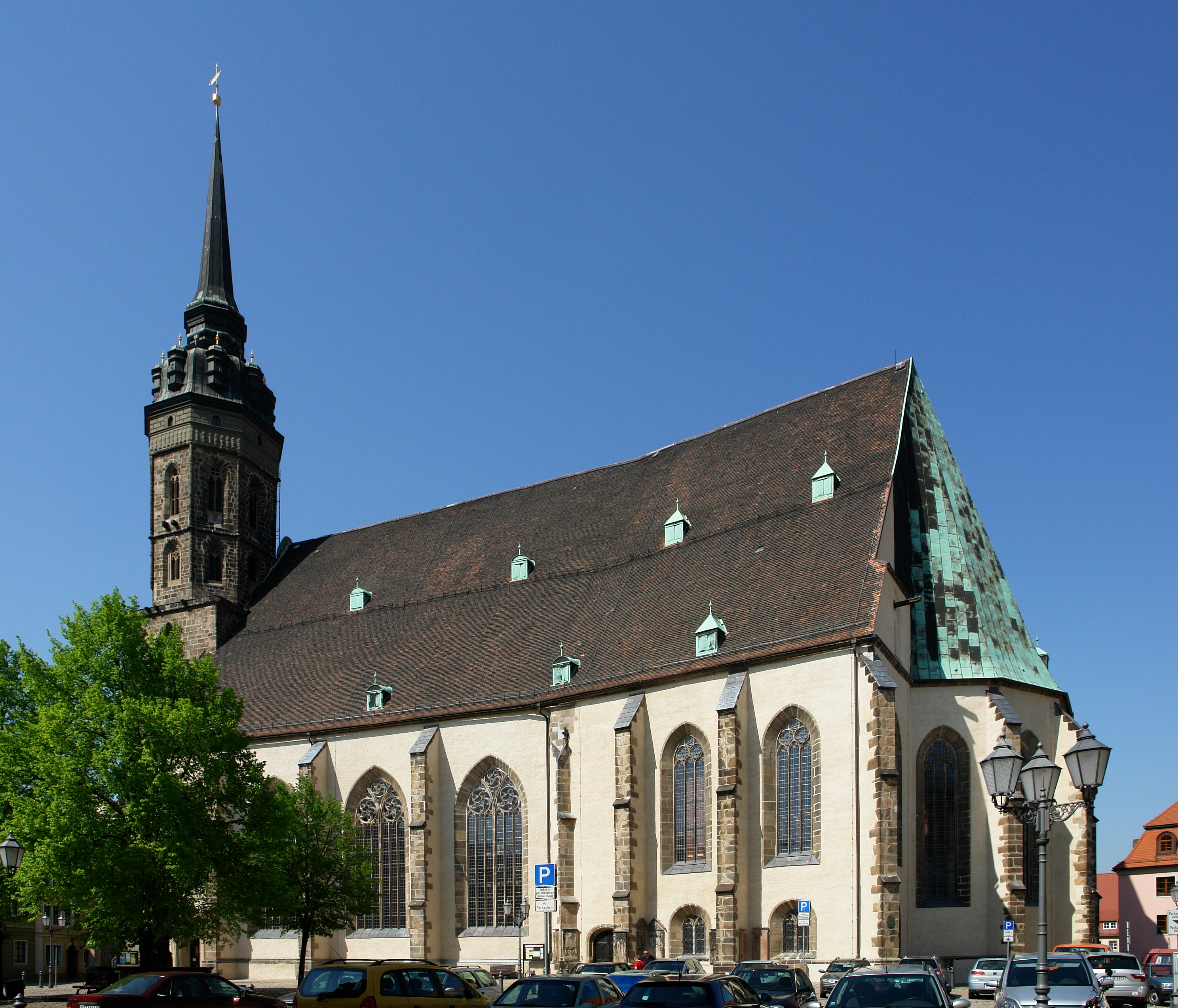
A cocatedral de São Pedro em Bautzen

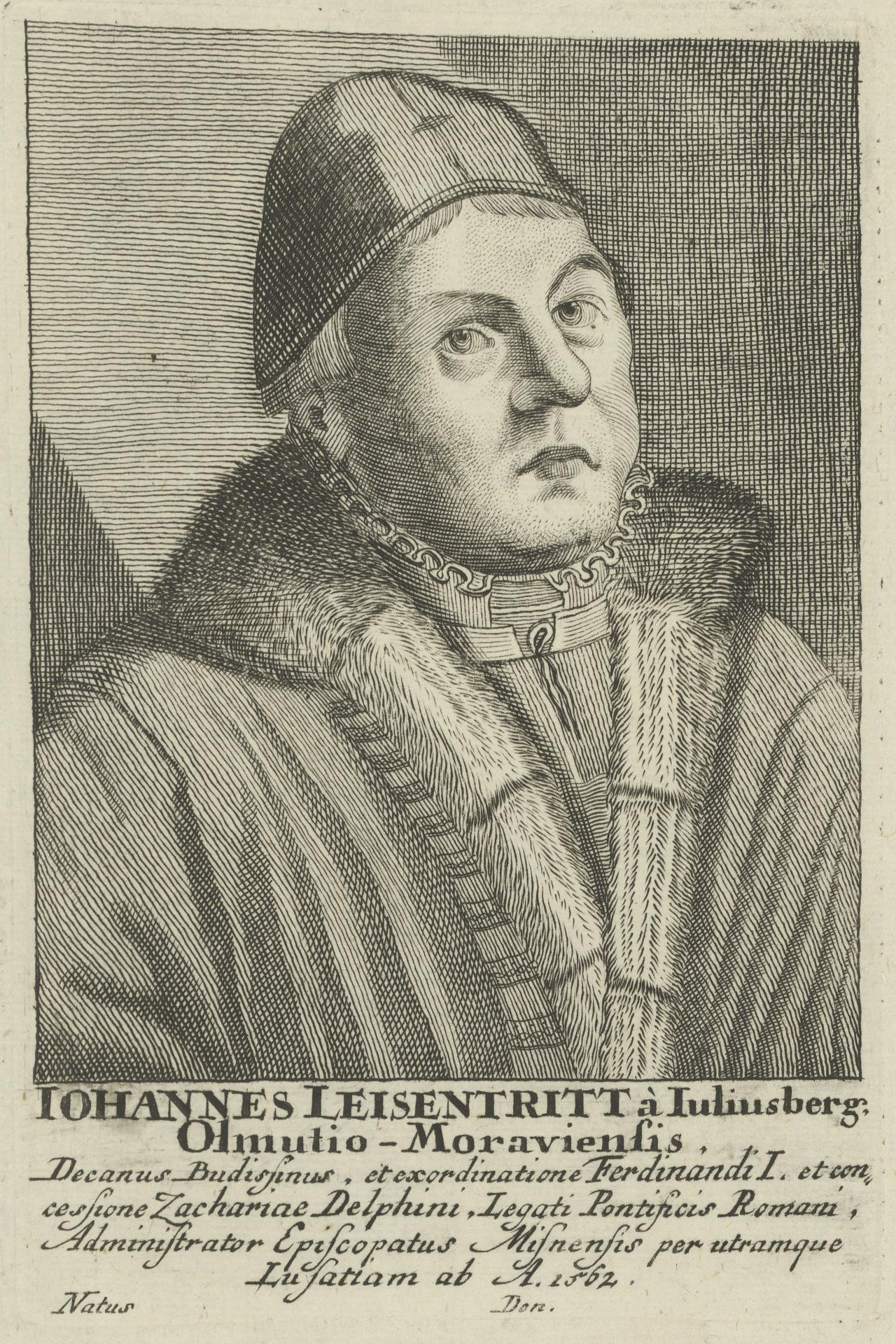
Johann Leisentrit, primeiro prefeito apostólico

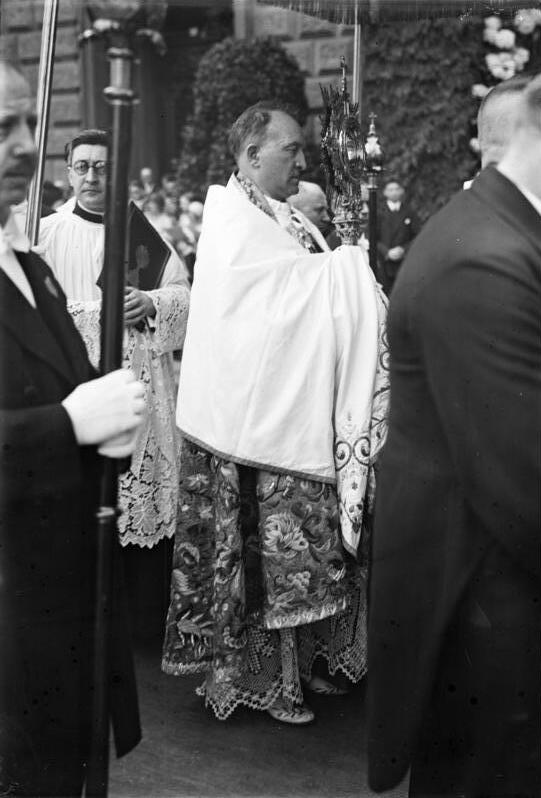
O bispo Christian Schreiber (1921-1930)

## Território
A diocese abrange a grande maior parte dos estados da Saxônia, da Turíngia. A sede episcopal é a cidade de Dresden, onde fica a Catedral da Santíssima Trindade. Em Bautzen está a cocatedral de São Pedro.
O território é dividido em 9 decanatos e 109 paróquias.

## História
A Diocese de Meißen foi erigida em 2 de janeiro de 968.
A Igreja Católica, no entanto, foi esmagada pela Reforma Protestante, e a diocese foi suprimida. O último bispo em comunhão com a Santa Sé foi Johann von Haugwitz, que renunciou em outubro de 1581. Von Haugwitz morreu na fé protestante em 26 de maio de 1595.
Em 1567 foi estabelecida a prefeitura apostólica de Lusácia, e a sede do prefeito apostólico era a cidade de Bautzen, onde ficava a Catedral de São Pedro.
Em 24 de junho de 1921, através da bula papal  Sollicitudo omnium ecclesiarum, de Bento XV, a Prefeitura Apostólica foi elevada à categoria de diocese e incorporando o território da antigo vicariato apostólico da Saxônia, com o nome de Diocese de Meißen.
Em 15 de novembro de 1979, em virtude do decreto Ad satius animarum da Congregação para os Bispos, a sede episcopal foi transferida de Bautzen para Dresden e então a diocese recebeu seu nome atual.

## Líderes

### Bispos da Meißen
- Burcardo de Meißen  (25 de dezembro de 968 - 1º de julho de 972)
- Volkold o Volkrad (972 - 23 de agosto de 992)
- Eido o Ido, Ägidius (992 - 20 de dezembro de 1015)
- Eilward o Agilward, Hildward (Ekkehardiner) (18 de maio de 1016 - 23 de abril de 1023)
- Hukbrecht (1023 - 5 aprile 1024)
- Dietrich (1024 - cerca de 6 de abril de 1046)
  - Eido o Ido (1040 - 1046) (antibispo)
- Bruno (2 de julho de 1046 - 13 de janeiro de 1064)
  - Meinward (1046 - 1051)
- Reiner o Rainer (1051 - 15 de junho de 1066)
  - Craft o Krafto (1066 - 18 de junho de 1066)
- São Benno de Meissen (1066 - 16 de junho de 1106)
  - Sede vacante (1106-1108)
- Herwig o Hartwig (30 de maio de 1108 - 27 de junho de 1118)
- Grambert (1118 ? - 1125 ?)
- Godebold o Godebald, Gotthold (1125 - 31 de agosto de 1140)
- Reinward (1140 - 24 de julho de 1146)
- Berthold (1146 ? - 1149 ?)
- Albrecht (1149 - 1152)
- Gerung (1152 - 20 de novembro de 1170)
- Martin (27 novembre 1170 - 17 de julho de 1190)
- Dietrich von Kittlitz (1191 - 29 de agosto de 1208)
- Bruno von Porstendorf (1209 - 1228)
- Heinrich (dicembre 1228 - 24 de junho de 1240)
- Konrad von Wallhausen (1240 - 6 de janeiro de 1258)
- Albrecht von Mutzschen (5 febbraio 1258 - 1º de agosto de 1266)
- Withego von Kamenz o Witticho (1266 - 6 de março de 1293)
- Bernhard von Kamenz (1293 - 12 de outubro de 1296)
- Albrecht von Leisnig (1297 - 2 de março de 1312)
- Withego von Colditz o Witticho (5 de abril de 1312 - 26 de julho de 1342)
  - Wilhelm (1312 - 1314) (antibispo)
- Johann von Isenburg (1342 - 4 de janeiro de 1370)
  - Dietrich von Schönberg (29 de maio de 1370 - 1370)
- Konrad von Kirchberg-Wallhausen (13 de novembro de 1370 - 26 de maio de 1375)
  - Dietrich (1370 - 1373) (antibispo)
- Johann von Jenstein (4 de julho de 1375 - 19 de março de 1379)
- Nikolaus Ziegenbock, O.P. (19 de março de 1379 - 11 de fevereiro de 1392)
- Johann von Kittlitz und zu Baruth (2 de setembro de 1392 - 1 de dezembro de 1398)
- Thimo von Colditz (12 de dezembro de 1398 - 26 de dezembro de 1410)
- Rudolf von der Planitz (11 de março de 1411 - 23 de maio de 1427)
- Johann Hoffmann (10 de setembro de 1427 - 12 de abril de 1451)
- Caspar von Schönberg (9 de junho de 1451 - 31 de maio de 1463)
- Dietrich von Schönberg (18 de agosto de 1463 - 12 de abril de 1476)
- Johann von Weißenbach (19 de junho de 1476 - 1 de novembro de 1487)
- Johann von Saalhausen (8 de fevereiro de 1488 - 10 de abril de 1518)
- Johann von Schleinitz (5 julho de 1518 - 13 de outubro de 1537)
- Johann von Maltitz (13 de outubro de 1537 - 30 de novembro de 1549)
- Nicolaus von Carlowitz o Karlowitz (14 de julho de 1550 - 1555)
- Johann von Haugwitz (25 de outubro de 1555 - outubro de 1581)

### Prefeito apostólico de Lusácia
- Johann Leisentrit (22 de agosto de 1559 - 24 de novembro de 1586)
- Gregor Leisentrit (13 de dezembro de 1586 - 23 de maio de 1594)
- Christoph Blöbel (15 de agosto de 1594 - 4 de fevereiro de 1609)
- August Wiederin von Ottersbach (25 de fevereiro de 1609 - 27 de junho de 1620)
- Gregor Kathmann von Maurugk (9 de julho de 1620 - 3 de maio de 1644)
- Johann Hasius von Lichenfeld (13 de setembro de 1644 - 28 de fevereiro de 1650)
- Martin Saudrius von Sternfeld (2 de abril de 1650 - 1655)
- Bernhard von Schrattenbach, O.Cist. (1655 - 26 de fevereiro de 1660)
- Christophorus Johannes Reinheld von Reichenau (11 de maio de 1660 - 25 de abril de 1665)
- Peter Franz Longinus von Kieferberg (4 de julho de 1665 - 11 de novembro de 1675)
- Martin Ferdinand Brückner von Brückenstein (6 de maio de 1676 - 1 de fevereiro de 1700)
- Matthäus Joseph Ignaz Vitzki (2 de dezembro de 1700 - 23 de junho de 1713)
- Martin Bernhard Just von Friedenfeld (7 de fevereiro de 1714 - 9 de junho de 1721)
- Johann Joseph Ignaz Freyschlag von Schmidenthal (4 de novembro de 1721 - 2 de março de 1743)
- Jakob Johann Joseph Wosky von Bärenstamm (4 de abril de 1743 - 3 de dezembro de 1771)
- Carl Laurenz Cardona (27 de janeiro de 1772 - 25 de agosto de 1773)
- Martin Nugk von Lichtenhoff (17 de janeiro de 1774 - 21 de junho de 1780)
- Johann Joseph Schüller von Ehrenthal (9 de outubro de 1780 - 14 de setembro de 1794)
- Wenzel Kobaltz (15 de maio de 1795 - 2 de maio de 1796)
- Georg Franz Lock (22 de maio de 1801 - 7 de setembro de 1831)
- Ignaz Bernhard Mauermann (1831 - 14 de setembro de 1841)
- Matthäus Kutschank (20 de janeiro de 1842 - 19 de dezembro de 1844)
- Joseph Dittrich (20 de abril de 1846 - 5 de outubro de 1853)
- Ludwig Forwerk (11 de julho de 1854 - 8 de janeiro de 1875)
- Franz Bernert (28 de janeiro de 1876 - 18 de março de 1890)
- Ludwig Wahl (11 de julho de 1890 - 1900)
- Georg Wuschanski (13 de fevereiro de 1904 - 28 de dezembro de 1905)
- Franz Löbmann (30 de janeiro de 1915 - 4 de dezembro de 1920)

### Bispos de Meißen
- Christian Schreiber (12 de agosto de 1921 - 13 de agosto  de 1930) Nomeado Bispo de Berlim
- Conrad Gröber (13 de janeiro de 1931 - 21 de maio de 1932) Nomeado Arcebispo de Friburgo
- Petrus Legge (9 de setembro de 1932 - 9 de março de 1951)
- Heinrich Wienken (9 de março de 1951 - 19 de agosto de 1957)
- Otto Spülbeck, C.O. (20 de junho de 1958 - 21 de junho de 1970)
- Gerhard Schaffran (12 de setembro de 1970  - 15 de novembro de 1979)

### Bispos de Dresden-Meißen
- Gerhard Schaffran (15 de novembro de 1979 - 1 de agosto de 1987)
- Joachim Friedrich Reinelt (2 de janeiro de 1988 - 20 de fevereiro de 2012)
- Heiner Koch (18 de janeiro de 2013 - 8 de junho de 2015) Nomeado Arcebispo de Berlim
- Heinrich Timmerevers (29 de abril de 2016 - atual)

## Estatísticas
A diocese, até o final de 2006, em uma população de 4.305.000, havia batizado 146.806 pessoas, o que corresponde a 3,4% do total.